# حسان عبود
حسان عبود ويُعرف كذلك باسم أبو عبد الله الحموي هو المؤسس والقائد العام لـحركة أحرار الشام الإسلامية. ولد حسّان في قرية الحويز بحماة عام 1979م ثم تخرج من كلية الأدب الإنجليزية في جامعة حلب عام 2004. سُجن أربع سنوات في سجن صيدنايا (2007-2011)، وأفرج عنه بعد انطلاق الثورة السورية في منتصف عام 2011. امتاز عبود بعلاقات جيدة ووثيقة مع بقية الفصائل الإسلامية والجيش الحر مثل حركة الزنكي، وجيش المجاهدين، وجيش الإسلام، ولواء صقور الشام، وجبهة النصرة، وكان الحموي رئيس الهيئة السياسية في الجبهة الإسلامية. قُتل يوم 9 سبتمبر 2014 من أكثر من 45 قياديا آخرين في انفجار غامض استهدف اجتماعًا لمجلس شورى الحركة في بلدة رام حمدان بريف إدلب شمالي سوريا، وكان الاجتماع منعقدا في نفق سري ومحصن تحت الأرض.

## عنه
هو «أبو عبد الله الحموي»، من مواليد محافظة حماة، التي شهدت مجازر على يد نظام السوري في ثمانينات القرن الماضي، في العام 1982.
درس عبود اللغة الإنكليزية وعمل مدرسًا قبل اعتقاله من قبل النظام السوري في 2004، وزج في سجن صيدنايا قبل أن يفرج عنه بعد أشهر من بداية الثورة السورية.
أعلن عن تشكيل «كتائب أحرار الشام» في نهاية 2011 في سهل الغاب بريف حماة الغربي، قبل أن تتحول إلى «حركة أحرار الشام»، وتصبح من أقوى الفصائل العسكرية المعارضة.

## وفاته
قتل أبو عبد الله الحموي بتفجير غامض أودى بحياة العشرات من قادة «أحرار الشام»، في مقر تابع للحركة في بلدة رام حمدان، القريبة من مدينة إدلب، الثلاثاء 9 أيلول، 2014، فيما لا تزال طريقة التفجير والجهة المنفذة مجهولة حتى الآن.